# Marphysa striata
Marphysa striata är en ringmaskart som först beskrevs av Johan Gustaf Hjalmar Kinberg 1865.  Marphysa striata ingår i släktet Marphysa och familjen Eunicidae. Inga underarter finns listade i Catalogue of Life.